# Iso Tahkosaari (ö i Birkaland)
Iso Tahkosaari är en ö i Finland. Den ligger i sjön Mahnalanselkä och i kommunen Tavastkyro i den ekonomiska regionen Tammerfors och landskapet Birkaland, i den sydvästra delen av landet, 170 km nordväst om huvudstaden Helsingfors. Öns area är 1,1 hektar och dess största längd är 230 meter i öst-västlig riktning.